# Castelló d'Empúries (kommun)
Castelló d'Empúries är en kommun i Spanien.   Den ligger i provinsen Província de Girona och regionen Katalonien, i den östra delen av landet, 600 km öster om huvudstaden Madrid. Antalet invånare är 11 794.

## Orter
- Castelló d'Empúries
- Empuriabrava